# Gotthelf Christian Gretsel
Gotthelf Christian Gretsel (* 16. Januar 1748 in Forchheim bei Freiberg, Kurfürstentum Sachsen; † 29. Mai 1810 in Lübben, Kurfürstentum Sachsen) war ein deutscher lutherischer Generalsuperintendent der Niederlausitz.

## Leben
Der Vater war Lehrer und bildete den Jungen als erster aus. Danach besuchte dieser das Gymnasium in Freiberg und studierte an der Universität Wittenberg.
1773 wurde Gotthelf Christian Gretsel Pfarrer in Wildau bei Dahme und 1781 Archidiakon in Lübben. Seit 1785 war er Generalsuperintendent der Niederlausitz, damit auch Oberpfarrer in Lübben, Assessor am Konsistorium und Oberaufseher aller Schulen der Niederlausitz.
Gotthelf Christian Gretsel war maßgeblich an der Herausgabe eines neuen evangelischen Gesangbuchs für die Niederlausitz beteiligt. Außerdem veröffentlichte er einige wenige theologische Schriften und Predigten.
Gotthelf Christian Gretsel war mit Johanna Gottliebe, Tochter des Pfarrers Johann Christian Brauer aus Paserin, seit 1773 verheiratet. Die beiden hatten mehrere Kinder. Die Tochter Johanna Friederike Wilhelmine heiratete den späteren Superintendenten von Spremberg Philipp Wilhelm Meußer.